# Provinciale weg 567
De provinciale weg N567 is een voormalige provinciale weg in de Nederlandse provincie Limburg. De weg liep van Tegelen via Belfeld en Reuver naar Beesel, waar de N567 aansloot op de oude Rijksweg Venlo - Roermond (die toentertijd onderdeel was van de N271). Door de aanleg van de A73-Zuid is deze weg grotendeels verdwenen. De N567 werd vaak de Streekweg genoemd.
De N567 werd in de jaren 1970 ongelijkvloers aangelegd als nieuwe kernen-verbindingsweg om de oude rijksweg, die vanuit Reuver dwars door Belfeld en Tegelen loopt, te ontlasten. De N567 liep parallel aan deze oude rijksweg maar lag oostelijk van de dorpskernen. Het laatste deel tussen Tegelen en Venlo werd aanvankelijk niet voltooid, waardoor de weg in Tegelen eindigde. In 2002 werd de weg alsnog doorgetrokken, als Verbindingsweg-Noord, naar de Zuiderbrug over de Maas in Venlo. De weg werd vervolgens in zijn volledigheid overgedragen aan Rijkswaterstaat en het wegnummer N271 werd van de oude rijksweg verplaatst naar de Streekweg omdat de Streekweg vanaf nu de functie als doorgaande weg tussen Venlo en Roermond moest overnemen. Tussen 2000 en 2005 nam het aantal voertuigen op de weg hierdoor met meer dan 50% toe. In 2001 werd de maximumsnelheid van 100 naar 80 kilometer per uur teruggebracht en gold op grote delen van de weg een inhaalverbod. Er werden vier flitspalen geplaatst, die regelmatig in brand werden gestoken.
Jarenlang deed het gerucht de ronde dat onder de Streekweg de vermiste Marjo Winkens uit Schimmert zou zijn begraven. In 2005 is er tijdens de afbraak onderzoek naar gedaan, maar het stoffelijk overschot werd niet aangetroffen.
N62 · N69 · N251 · N252 · N253 · N254 · N255 · N256/A256 · N257 · N258 · N260 · N261 · N262 · N263 · N264 · N266 · N267 · N268 · N269 · N270/A270 · N271 · N272 · N273 · N274 · N275 · N276 · N277 · N278 · N279 · N280 · N281 · N282 · N283 · N284 · N285 · N286 · N287 · N288 · N289 · N290 · N291 · N292 · N293 · N294 · N295 · N296 · N296n · N297 · N298 · N300 · N321 · N322 · N324 · N329 · N389 · N394 · N395 · N396 · N397

N556 · N562 · N564 · N570 · N572 · N590 · N595 · N598 · N601 · N602 · N605 · N607 · N612 · N613 · N615 · N616 · N617 · N618 · N620 · N622 · N625 · N629 · N631 · N632 · N637 · N638 · N639 · N640 · N641 · N651 · N652 · N653 · N654 · N655 · N656 · N658 · N659 · N660 · N661 · N662 · N663 · N664 · N665 · N666 · N667 · N668 · N669 · N670 · N671 · N673 · N674 · N675 · N676 · N682 · N683 · N686 · N689 · N690 · N831 · N843

Voormalige provinciale wegen: N299 · N551 · N552 · N553 · N554 · N555 · N560 · N561 · N563 · N565 · N566 · N567 · N568 · N571 · N574 · N580 · N581 · N582 · N583 · N584 · N585 · N586 · N587 · N588 · N589 · N591 · N592 · N593 · N594 · N596 · N597 · N603 · N604 · N606 · N608 · N610 · N611 · N614 · N619 · N621 · N623 · N624 · N626 · N628 · N630 · N634 · N642 · N657